# Berģi (Riga)
Berģi est un voisinage de la banlieue de Vidzeme à l'est de Riga en Lettonie.

## Géographie
Le quartier Berģi est situé à la périphérie de la partie orientale de Riga, sur la rive est du lac Jugla. Berģi est voisin des quartiers de Jugla (liaison terrestre uniquement via Brīvības gatve), Bukulti et Brekši (par la rivière Jugla), ainsi que la paroisse de Garkalnes du comté de Ropaži, qui la voisine à l’Est. 
Les limites du quartier de Bergţi sont Brīvības gatve, Padambis, le lac Jugla, Upes gals, la rivière Jugla et la frontière de la ville.
La superficie totale du quartier de Berggi est de 5 706 km2, soit un peu plus que la superficie moyenne des quartiers de Riga. 
La longueur du périmètre du quartier est de 12,345 km.
Le quartier abrite le musée ethnographique de plein air de Lettonie.

## Transports
- Bus: 1, 28

La piste cyclable Centrs—Berģi (lv) relie le vieux Riga, Teika, Šmerlis, Jugla et Berģi. La piste longue de 13 km a été inaugurée en mai 2011.